# Тойхерн
Тойхерн (нім. Teuchern) — місто в Німеччині, розташоване в землі Саксонія-Ангальт. Входить до складу району Бургенланд.
Площа — 81,84 км2. Населення становить 7974 ос. (станом на 31 грудня 2021).